# Erythroxylum ulei
Erythroxylum ulei är en tvåhjärtbladig växtart som beskrevs av Otto Eugen Schulz. Erythroxylum ulei ingår i släktet Erythroxylum och familjen Erythroxylaceae. Inga underarter finns listade i Catalogue of Life.